# Vepse
Cet article concerne la langue vepse. Pour le peuple vepse, voir Vepses.
Pour les articles homonymes, voir Vepsä.
Le vepse (vepsän kel ou Vepsä) est une langue qui appartient à la  branche fennique de la famille des langues finno-ougriennes. Il est étroitement apparenté au carélien, à l'estonien et au finnois. Il est parlé par les Vepses formant un groupe d'un peu plus de 8 000 locuteurs habitant sur la rive ouest, du lac Onega (en Carélie russe), dans la partie est de l'oblast de Léningrad et dans la partie ouest de l'oblast de Vologda.

## Présentation
Les plus anciens textes en vepse datent du début du XIXe siècle.
Le vepse se subdivise en trois dialectes. 
Une langue écrite en caractères latins a été élaborée en 1932, puis abandonnée à la fin des années 1930 au profit de l'alphabet cyrillique. Elle a été remise en usage en 1990.